# Wincentowo (rejon szarkowszczyński)
Wincentowo – dawny folwark. Obecnie część wsi Józefowo na Białorusi, w obwodzie witebskim, w rejonie szarkowszczyńskim, w sielsowiecie Hermanowicze.

## Historia
W czasach zaborów w powiecie dzisieńskim, w guberni wileńskiej Imperium Rosyjskiego.
W latach 1921–1945 folwark leżał w Polsce, w województwie wileńskim, w powiecie dziśnieńskim, w gminie Hermanowicze.
Według Powszechnego Spisu Ludności z 1921 roku zamieszkiwało tu 15 osób, wszystkie były wyznania rzymskokatolickiego. Jednocześnie 14 mieszkańców zadeklarowało polską, a 1 białoruską przynależność narodową. Był tu 1 budynek mieszkalny. W 1931 w 1 domu zamieszkiwały 4 osoby.
Wierni należeli do parafii rzymskokatolickiej w Hermanowiczach. Miejscowość podlegała pod Sąd Grodzki w Łużkach i Okręgowy w Wilnie; właściwy urząd pocztowy mieścił się w Hermanowiczach.
W wyniku napaści ZSRR na Polskę we wrześniu 1939 miejscowość znalazła się pod okupacją sowiecką. 2 listopada została włączona do Białoruskiej SRR. Od czerwca 1941 roku pod okupacją niemiecką. W 1944 miejscowość została ponownie zajęta przez wojska sowieckie i włączona do Białoruskiej SRR.
Od 1991 w składzie niepodległej Białorusi.